# Vorderwiestal
Vorderwiestal ist eine Streusiedlung und eine Ortschaft in der Gemeinde Oberalm mit 220 Einwohnern (Stand 1. Jänner 2024) im Bezirk Hallein im Salzburger Land in Österreich.

## Infrastruktur

### Verkehr
Durch Vorderwiestal führt die Wiestalstraße.
Über die Seefeldmühlstraße kommt man nach Adnet.

### Organisationen
Im Ort befindet sich die Freiwillige Feuerwehr Wiestal.